# 吳秀明
吳秀明（1960年6月2日—），中華民國法學家，在政大求學時師承蘇永欽教授，取得DAAD獎學金後赴德國慕尼黑大学，跟隨Wolfgang Fikentscher （页面存档备份，存于）教授學習經濟法，專長為公平交易法、經濟法、競爭法、民法債編各論。德國慕尼黑大學法學博士，是國立政治大學法律學系專任教授。
曾任國立交通大學科技法律研究所兼任教授、交通部郵政總局訴願暨復審委員會委員、指南法學基金會董事、公平交易委員會競爭政策資料及研究中心發展諮詢委員會委員、行政院原住民族委員會法規委員、政治大學法學院財經法研究中心主任，林全内阁公平交易委員會副主任委員、代理主任委員、中華民國公平交易委員會主任委員。

## 家族
- 父親：吳水雲（曾任花蓮縣縣長、監察委員）
- 兄弟：吳秀光（曾任臺北市政府副市長，國立臺北大學教授）、吳秀陽（國立東華大學資訊工程系教授）

## 著作
- 吳秀明，競爭法研究，元照，2010年6月。
- 蘇永欽主編，部門憲法，元照，2006年1月。
- 吳秀明，競爭法制之發軔與展開，元照，2004年11月。
- 黃立主編，民法債編各論，元照，2004年10月。
- 吳秀明、莊春發、黃銘傑、廖義男、劉華美、蘇永欽合著，公平交易法施行九週年學術研討會論文集，2001年8月。
- 吳秀明，論卡特爾之法律規範，1986年7月。

## 外部連結
- 公平交易委員會 - 委員介紹（页面存档备份，存于）